# Ilhéus
Ilhéus är en stad och kommun i östra Brasilien och ligger i delstaten Bahia. Staden är belägen vid atlantkusten, cirka 400 kilometer söder om Salvador. Folkmängden i hela kommunen uppgår till cirka 180 000 invånare. Ilhéus grundades år 1534 som Vila de São Jorge dos Ilhéus. Stadens huvudnäring är turism. Den jämnstora staden Itabuna är belägen cirka 3 mil västerut.

## Administrativ indelning
Kommunen var år 2010 indelad i tio distrikt:
- Aritaguá
- Banco Central
- Castelo Novo
- Coutos
- Ilhéus
- Inema
- Japu
- Olivença
- Pimenteira
- Rio do Braço